# نانجینگ فیات
نانجینگ فیات (انگلیسی: Nanjing Fiat) شرکت خودروسازی چینی است، که در سال ۱۹۹۹ تأسیس شد.